# Bajuvarikum
Das Bajuvarikum ist eine tektonische Einheit der Nördlichen Kalkalpen.

## Etymologie
Das Bajuvarikum, auch als Bajuvarische Decken oder Bajuvarisches Deckensystem bezeichnet, ist nach den Bayerischen Alpen benannt – die Lateinische Bezeichnung für den Stamm der Bajuwaren lautete Baiovarii.

## Erstbeschreibung
Der Begriff Bajuvarikum wurde erstmals im Jahr 1912 von F. F. Hahn in die geowissenschaftliche Literatur eingeführt.

## Einführung
Die tektonische Entwicklung der Nördlichen Kalkalpen erfolgte in zwei Hauptstufen. Im Zeitraum späte Unterkreide bis Oberes Eozän bildete sich ein Nordwest-vergenter Deckenstapel aufgrund von transpressiven, rechtshändigen Scherbewegungen im orogenen Kollisionskeil des Ostalpins. Im Miozän wurden sodann Krustenkeile in den zentralen Ostalpen nach Osten ausgepresst, wodurch die Scherbewegungen in ihr linkshändiges Gegenteil umschlugen. Innerhalb des Deckenstapels lassen sich drei Überschiebungsbahnen erster Ordnung unterscheiden, welche sich fazieller Übergänge im Sedimentpaket und daraus entstehenden Kompetenzunterschieden bedienen. Die Innenarchitektur des Deckenstapels wurde hauptsächlich von bereits vorhandenen Störungen bestimmt.

## Definition

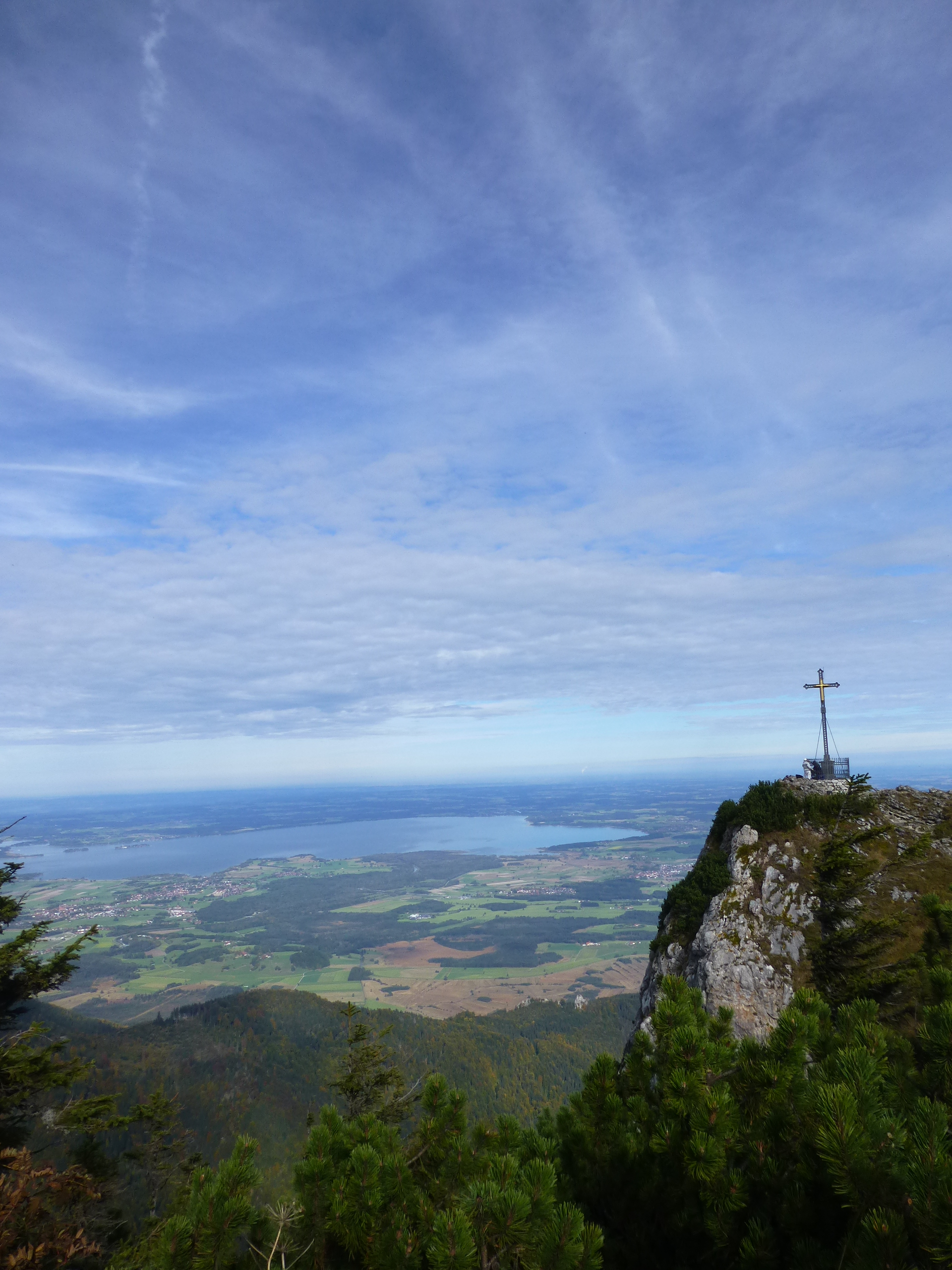
Der Hochfelln liegt an der nördlichen Stirn der Lechtal-Decke. Der Blick schweift vom Gipfel ins Alpenvorland mit dem Chiemsee.

In den zum Oberostalpin gehörenden Nördlichen Kalkalpen können eine Anzahl tektonischer Deckenbereiche unterschieden werden, denen teilweise auch bestimmte Schichtenfolgen zu eigen sind. Es werden drei Hauptdecken abgetrennt – das Bajuvarikum im Norden, gefolgt vom Tirolikum und dem Juvavikum weiter südlich. 
Das Bajuvarikum wird seinerseits in zwei Deckensysteme unterteilt – das nördliche Tiefbajuvarikum im Liegenden und das südliche Hochbajuvarikum im Hangenden. Im Westen der Nördlichen Kalkalpen wird das Tiefbajuvarikum auch als Allgäu-Decke bezeichnet und das Hochbajuvarikum als Lechtal-Decke.
Die einzelnen Decken werden durch tektonisch inkompetente Abscherhorizonte voneinander getrennt, die meist als Ramp-Flat-Strukturen ausgebildet sind (Rampentektonik). Als Abscherhorizonte fungieren prinzipiell die permotriassischen Evaporite (wie beispielsweise das Haselgebirge, der Alpine Buntsandstein und die Reichenhall-Formation) sowie Gesteine der Werfen-Formation. Aber auch die Tone der mit dem Wettersteinkalk verzahnenden Partnach-Schichten, die  Gips-führenden Raibler Schichten und dünne, tonreiche Kalklagen in Jura/Kreide können mechanische Unstetigkeitsflächen darstellen. Die Rampen durchschlagen gewöhnlich kompetente Lithologien.
Insgesamt lassen die drei Deckensysteme eine zunehmende Vertiefung ihrer Sedimentfazies erkennen – vom flacheren Bajuvarikum über Tirolikum hin zu tieferem Juvavikum.

## Beschreibung

### Cenoman-Randschuppe
Die Cenoman-Randschuppe, auch Randcenoman oder Kalkalpen-Randschuppe, liegt eingekeilt zwischen Allgäu-Decke im Süden und Flyschzone im Norden. Sie wird nicht zum Bajuvarikum gerechnet, soll aber der Vollständigkeit wegen hier erwähnt werden. Zwar unterbrochen, aber doch mit bedeutender Konstanz, zieht die Cenoman-Randschuppe entlang des gesamten Kalkalpen-Nordrandes von Wien kommend bis nach Bad Hindelang im Westen durch. Sie stellt ein eigenes großtektonisches, kalkalpines Frontalelement unter der Allgäudecke dar. Dies zeigt sich an der Tatsache, dass diese schmale, meist nur mehrere hundert Meter breite Randzone gegenüber der Internstruktur des Stirnrandes des übrigen Tiefbajuvarikums vollkommen unabhängig ist. So laufen beispielsweise in den Tegernseer Bergen und in den Schlierseer Bergen ein Schuppenelement nach dem anderen schräg gegen den Stirnrand der Allgäudecke aus. Die Sedimente der Cenoman-Randschuppe überdecken den Zeitraum Aptium bis Coniacium und bauen sich aus der Tannheim-, Losenstein- und Branderfleck-Formation auf.

### Allgäu-Decke
Die Allgäu-Decke bildet die eigentliche Stirn der Nördlichen Kalkalpen und ist in nördlicher Richtung auf die Cenoman-Randschuppe und auf die Flyschzone des Penninikums aufgeschoben. Sie ist besonders stark verschuppt oder isoklinal verfaltet. Ihre tektonische Grenzfläche gegenüber der Flyschzone ist sehr steil Nord-vergent und biegt erst in der Tiefe in einen flacheren Verlauf um.
Die Allgäu-Decke hatte sich vor etwa 97 Millionen Jahren während des Cenomaniums als tiefste und zuletzt bewegte Einheit des bajuvarischen Deckenstapels herausgebildet. Sie legte sich dann um 87 Millionen Jahre im Verlauf des Coniaciums über die nördlich anschließende Cenoman-Randschuppe.
Die Allgäu-Decke setzt im Westen südwestlich von Oberstdorf ein und endet 15 Kilometer westlich von Salzburg. Nach Unterbrechungen mit kleineren Vorkommen bei Salzburg erscheint sie erneut als Langbath-Scholle am Traunsee und östlich der Steyr als Ternberger Decke. Ab den Weyerer Bögen zieht sie als Frankenfelser Decke bis an den Ostrand des Alpenorogens nördlich von Gießhübl.

### Lechtal-Decke

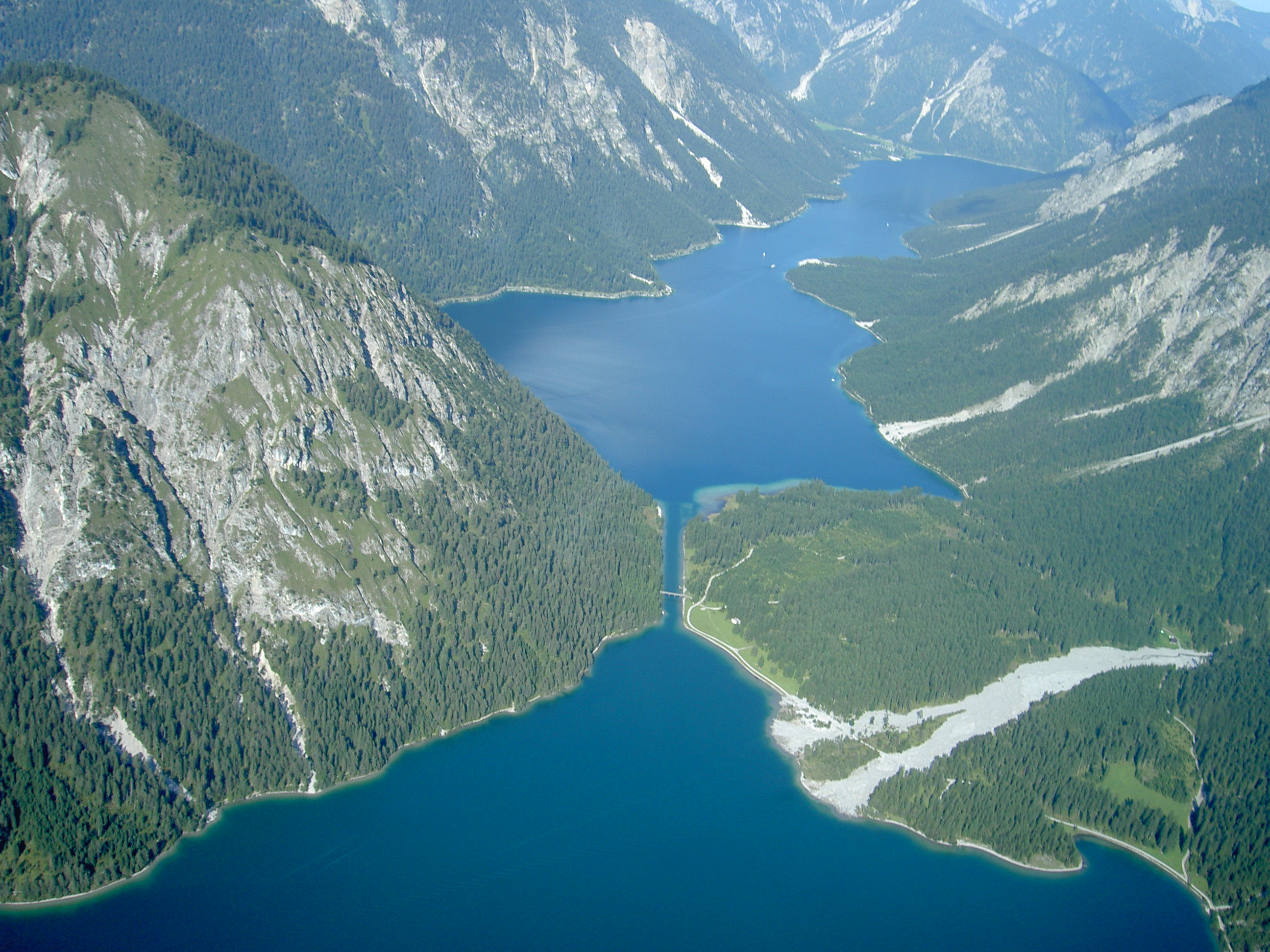
Heiterwanger See (vorn) und Plansee. Hier beginnt das Synklinorium der Lechtal-Decke.

Die auflagernde Lechtal-Decke zeigt eine vollständigere mesozoische Schichtenfolge als die Allgäu-Decke. Ihre älteren Schichtglieder des Permoskyths sind nur an ihrem Südrand aufgeschlossen. Landschaftlich bestimmend sind ihre mächtigen triassischen Carbonatkomplexe des Ladiniums (Wettersteinkalk) und des Noriums (Hauptdolomit). Im Westen der Lechtal-Decke ist Schuppenbau vorherrschend, zwischen Lech und östlich des Inns stellt sich jedoch ein sanfterer Mulden- und Sattelbau ein.
In den Ostnordost-streichenden Muldenzügen haben sich meist posttriasische Sedimente, die so genannten Jung-Schichten, erhalten. Diese sind jedoch  in Achsenkumulationen durch Abtragung entfernt.
Am Nordrand der Lechtal-Decke erscheint der Große Muldenzug, der zum Teil beträchtlich auf die Allgäu-Decke überschoben ist. Südlich anschließend verläuft das Synklinorium – eine Doppelmulde mit Zwischensattel, die vom Plansee im Ammergebirge bis nach Ruhpolding im Osten reicht. Noch weiter südlich folgt der Wamberger Sattel von Garmisch-Partenkirchen bis östlich von Kufstein. Westlich der Zugspitze läuft zwischen Lech und Loisach die Holzgauer-Mulde,
die sich weiter in die Puitental-Zone fortsetzt. Östlich der Isar tritt die Karwendel-Mulde in Erscheinung, die sich über Spezialfalten in die nordöstlich versetzt laufende Thierseer-Mulde verlängert. Die Thierseer-Mulde taucht dann nördlich von Kufstein axial unter die nach Nordosten vorgreifende Staufen-Höllengebirgs-Decke des Tirolikums ab bzw. wird von letzterer überfahren.
Die Lechtal-Decke hatte sich bereits während des Albiums über die spätere Allgäu-Decke geschoben.

### Sedimentärer Inhalt
Das Bajuvarikum zeichnet sich durch folgende Schichtenfolge aus (vom Hangenden zum Liegenden):
- Branderfleck-Formation – Cenomanium bis Coniacium
- Losenstein-Formation – Albium bis Cenomanium
- Tannheim-Formation bzw. Lech-Formation im Südwesten – Aptium bis Albium
- Schrambach-Formation – Berriasium bis Aptium
- Ammergau-Formation – Kimmeridgium bis Berriasium
- Ruhpolding-Formation – Oxfordium bis Kimmeridgium
- Allgäu-Formation – Hettangium bis Oxfordium
- Kössen-Formation – Rhätium
- Hauptdolomit – Norium
- Raibler Schichten – Karnium
- Wettersteinkalk/Ramsaudolomit bzw. Partnach-Schichten – Ladinium
- Reichenhall-Formation – Anisium
- Alpiner Buntsandstein bzw. Werfener Schichten – Skythium
- Haselgebirge – Perm

## Vorkommen

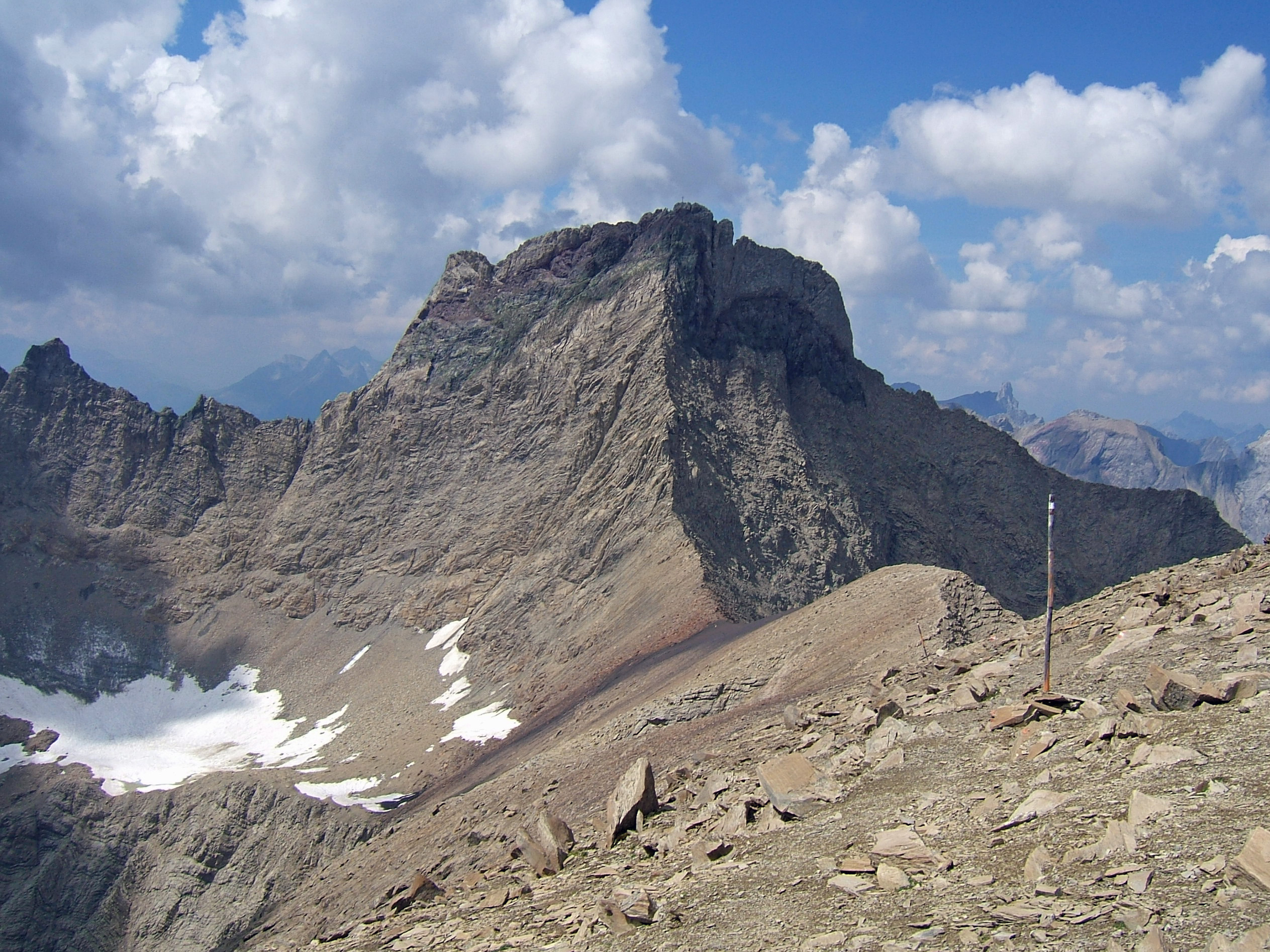
Die Parseierspitze, mit 3036 Meter der höchste Gipfel des Bajuvarikums (Lechtaldecke)

Das Bajuvarikum lässt sich über 600 Kilometer am Alpennordrand vom Rätikon im Westen (etwa 20 Kilometer westlich von Bludenz, bzw. unmittelbar östlich von Vaduz) bis zum Wienerwald im Osten verfolgen. Zwischen Salzburg und der Enns ist der Nordrand des Bajuvarikums durch den Vorstoß des Tirolikums weitgehend unterdrückt oder tritt nur in schmalen Schollen auf – so beispielsweise als Allgäu-Decke am Mondsee, in der Langbath-Scholle zwischen Attersee und Traunsee (ebenfalls Allgäu-Decke) und in Gestalt der Ternberger Decke beiderseits der Enns. 
Die Lechtal-Decke wird etwa 20 Kilometer westlich von Kufstein von der Staufen-Höllengebirgs-Decke des Tirolikums schräg gegen Ostnordost abgeschnitten und verschwindet dann gänzlich bei Ruhpolding. Erst ab Grünau setzt das Hochbajuvarikum mit der Reichraminger-Decke erneut ein. Nach einer Unterbrechung durch die Weyerer Bögen zieht es sodann als Lunzer Decke weiter bis an den Ostrand der Alpen (die Lunzer Decke wird aber zwischen Kaumberg und der Schwechat vom Tirolikum verdeckt). Das Tiefbajuvarikum wird in Niederösterreich durch die Frankenfelser Decke vertreten.
Das Bajuvarikum erscheint sogar – wahrscheinlich als Schollen und Scherlinge zerrissen – unter dem Tirolikum der Schafbergschuppe im Flyschfenster von Strobl.

## Sedimentäre Entwicklung
Das Bajuvarikum war ein eigenständiger Sedimentationsraum, der nördlich des Tirolikums zu liegen kam. Zwischen Perm und Paläogen dokumentierte er Meeresspiegeländerungen, tektonische Ereignisse (wie z. B. eine synsedimentäre Streckungstektonik im Oberen Norium und das Rifting des Unterjuras) und paläogeographische Entwicklungen. Abgelagert wurden vor allem Kalke, Dolomite und Mergel eines passiven Kontinentalrandes.
Lang anhaltende Absinkbewegungen während des Perms und der Trias akkumulierten am südöstlichen, passiven Kontinentalrand Eurasiens bis zu 5.000 Meter an Sedimenten. Durch den Riftvorgang in der alpinen Tethys im Unterjura trennte sich die Adriatische Platte, ein nach Norden ragender Sporn Afrikas, von Eurasien – was sich in den Fazies des Mitteljuras niederschlug. Zu Beginn des Malms hatte sich dann ein von teils ozeanischer Kruste unterlagertes Becken – als nördlicher Ableger des Penninischen Ozeans – zwischen Eurasien und Adriatischer Platte etabliert. Die Sedimente des Oberjuras sind bereits postrift und wurden auf der Adriatischen Platte abgesetzt. Ab der Unterkreide erfolgte eine diachrone synorogene Sedimentation als Antwort auf die einsetzende Eoalpine Orogenese, in deren Verlauf das penninische Becken geschlossen und unter die Adriatische Platte subduziert wurde. Die Adriatische Platte rückte folglich an den südöstlichen Kontinentalrand Eurasiens heran, ihr eigener, tektonisch gestreckter Südostrand invertierte und ihm aufliegende Sedimente wurden sukzessiv in Decken zerlegt, welche zusammen mit aus dem Tethysbereich stammenden ozeanischen Abfolgen gegen Nordwesten vordrangen.

## Geodynamik

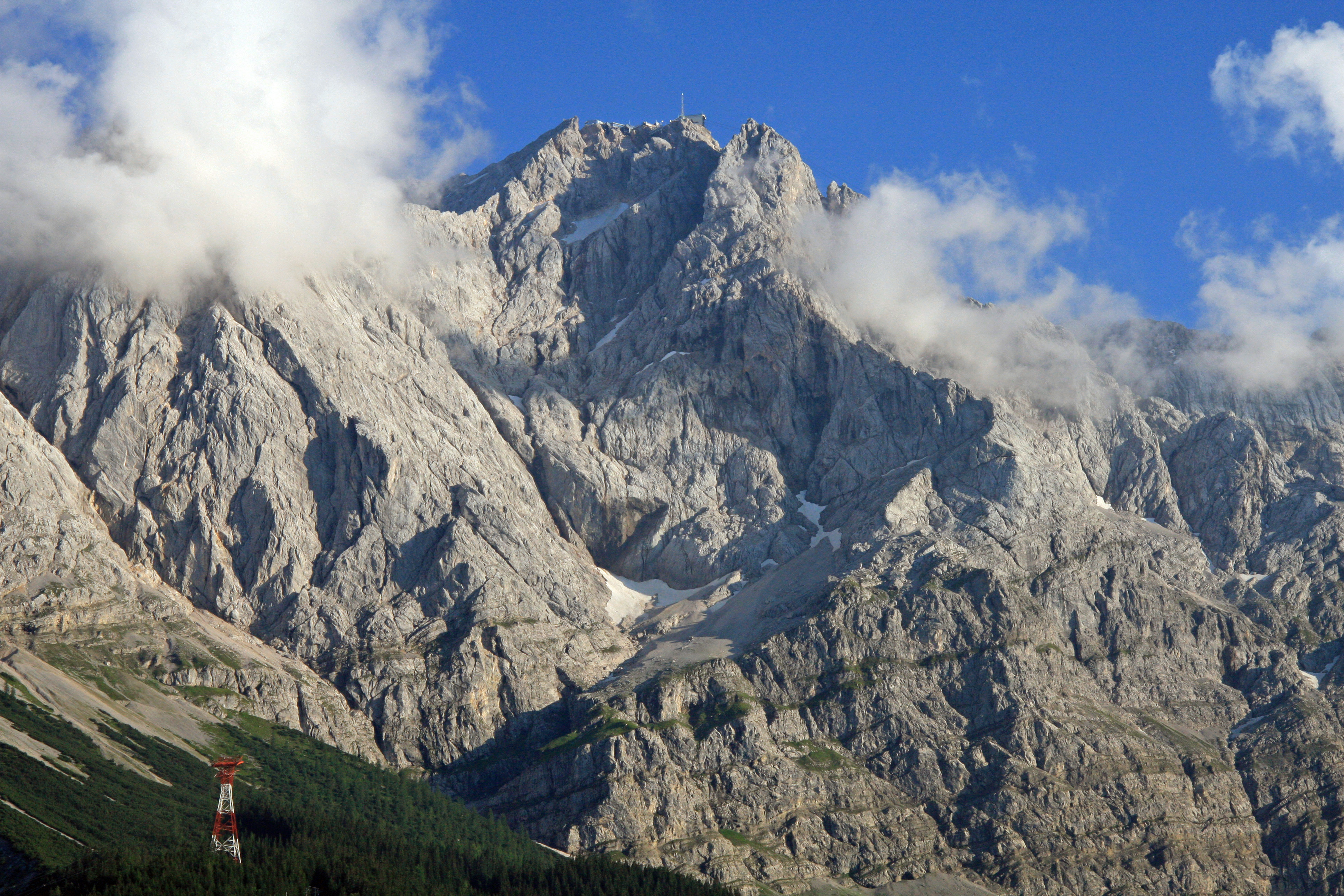
Die Nordwand der Zugspitze (2962 m), aufgebaut aus Wettersteinkalk der Lechtaldecke

Während des Oberen Barremiums vor rund 125 Millionen Jahren war im Tirolikum erstmals die nach Norden erfolgende kretazische Deckenbewegung spürbar geworden. Als Ursache der Deckenbewegungen wird sowohl die Schließung des Meliata-Vardar-Ozeans als auch eine nach Süden/Südosten gerichtete Subduktion unterhalb der Adriatischen Platte angenommen. Die Subduktion überdauerte bis in die Oberkreide und bewirkte das Verschwinden des ozeanisierten penninischen Beckens entlang des südalpinen Kontinentalrandes. Einher ging eine Hochdruckmetamorphose, die auf 80 Millionen Jahre datiert wird (Untercampan). 
Ergebnis der Subduktion war das sukzessive Übergreifen nach Norden von vier großen Deckenkomplexen. Den Beginn hatte das Meliatikum (mit Kalken, Radiolarit und kieselig-detritischer Tiefwasserfazies) bereits im Unteren Oxfordium gemacht, gefolgt unmittelbar von Decken des Juvavikums im Oberen Oxfordium. Diese frühen Bewegungen waren auf den Südostrand der Adriatischen Platte gerichtet. Im Unteren Barremium wurde dann  bereits einsedimentiertes Juvavikum erneut in Nordrichtung remobilisiert. Das Tirolikum begann seinerseits an der Grenze Albium/Cenomanium nach Norden zu wandern. Das Bajuvarikum schließlich überfuhr den rhenodanubischen Flysch erst im Lutetium (Obereozän).
Die vorgosauischen, eoalpinen Deckenbewegungen können in drei Pulse unterteilt werden – mit Akzentuierungen während des Albiums (112 bis 95 Millionen Jahre), des Cenomaniums (100 bis 93,5 Millionen Jahre) und des Turoniums (93,5 bis 89,3 Millionen Jahre). Nach Abschluss der vorgosauischen Bewegungen kam es ab dem Obercampan (vor zirka 75 Millionen Jahren) zu einer isostatischen Heraushebung des Ostalpins, dem weitverbreitete Erosion und ein Auftauchen, erkennbar an Karstbauxiten, bereits im Mittelturon vorausgegangen war.
Die Gosausedimente (Konglomerate, Sandsteine, Mergel und Kalke) wurden auf dem nach Norden vorwandernden Deckenstapel im Zeitraum Turonium bis Eozän (zirka 90 bis 40 Millionen Jahre vor heute) abgelagert. Anschließend wurde der nördliche Teil des Deckenstapels in nordwestlicher Richtung über die Rhenodanubische Flyschzone und das Helvetikum, stellenweise auch auf die Subalpine Molasse geschoben. Diese nachgosauischen Bewegungen bewirkten gegen Ende des Eozäns (um 38 Millionen Jahren, mit Abkühlungsaltern bis ins Mittelmiozän vor 16 Millionen Jahren) eine erneute Metamorphose, diesmal des Barrow-Typs einer Kontinentalkollision. Ab dem Mitteloligozän vor 28 Millionen Jahren hatten die Deformationen auch das Helvetikum des europäischen Kontinentalrandes erreicht, das seinerseits verfaltet, verschuppt und Richtung Molasse verschoben wurde.
Im Unteren bis Mittleren Miozän vor 23 bis 13 Millionen Jahren kam es schließlich zu seitlicher Extrusion des Orogens, wodurch die Nördlichen Kalkalpen ihre typische, in die Ostnordost-Richtung gestreckte Form annahmen. Die Ost-West-Streckung bewirkte in den Ostalpen eine gleichzeitige Nord-Süd-Einengung von 54 bis 65 Prozent. Hierdurch wurden in den zentralen Nördlichen Kalkalpen die bajuvarischen Decken in einer Art spröder Mega-Boudinage ausgequetscht.
Die Deckensysteme der Nördlichen Kalkalpen dürften auf ihrer Wanderung aus ihrem angestammten adriatischen Ablagerungsraum zu ihrer jetzigen Position auf dem europäischen Kontinentalrand zweifellos recht große Überschiebungsweiten im Hundertkilometerbereich erzielt haben.